# Elita (film 2008)
Elita (ang. The Clique, 2008) – amerykański film komediowy.

## Informacje o filmie
Film oparty na międzynarodowym bestsellerze Lisi Harrison. Massie Block, z lśniącymi kasztanowymi włosami, laserowo wybielonym uśmiechem i niepowtarzalną garderobą, rządzi na scenie towarzyskiej w ekskluzywnym Octavian Country Day, prywatnej szkole dla dziewcząt w Westchester. Elita Massie jest nazywana inaczej Pięknym Komitetem. W jej skład wchodzą ekspertka od zakupów i metek Alicia Rivera, zwariowana na punkcie diety rudowłosa piękność Dylan Marvil i super szykowna, wysportowana Kristen Gregory. Jako ich niekwestionowana przywódczyni, Massie za wszelką cenę pilnuje swojego miejsca na szczycie. Nagle na scenę wkracza Claire Lyons, nowa dziewczyna z Florydy, ubrana zgodnie z przedpotopową modą i w znoszonych trampkach - niezbyt dobry materiał na kandydatkę Pięknego Komitetu.

## Obsada
- Samantha Boscarino jako Alicia Rivera
- Ellen Marlow jako Claire Lyons
- Bridgit Mendler jako Kristen Gregory
- Sophie Anna Everhard jako Dylan Marvil
- Elizabeth McLaughlin jako Massie Block
- Vanessa Marano jako Layne
- Julie Lauren jako Kendra Block
- Keli Price jako Chris Abeley
- Stephen Guarino jako Vincent
- Dylan Minnette jako Todd Lyons
- Elizabeth Gillies jako Shelby Wexler